# 잠매
잠매(岑邁, ? ~ 기원전 142년)는 전한 전기의 관료이다.

## 생애
경제 6년(기원전 151년), 어사대부에 임명되었다.
경제 후2년(기원전 142년), 죽었다.
잠매는 어사대부 취임 시 양릉후(陽陵侯)였다는 기록이 있으나, 《사기》 권18의 제후 명단에 따르면 당시 양릉후는 부언이었다. 잠매는 오로지 권22에만 등장하는 인물로, 전말은 알 수 없다.

## 출전
- 사마천, 《사기》 권22 한흥이래장상명신연표

| 전임 분 | 전한의 어사대부 기원전 151년 ~ 기원전 150년? | 후임 유사 |